# Hellefors Bruks AB
Denna artikel handlar om Hellefors Bruk i Västmanland. För f.d. Hällefors pappersbruk i Småland, se Hällefors bruk, Lönneberga socken.

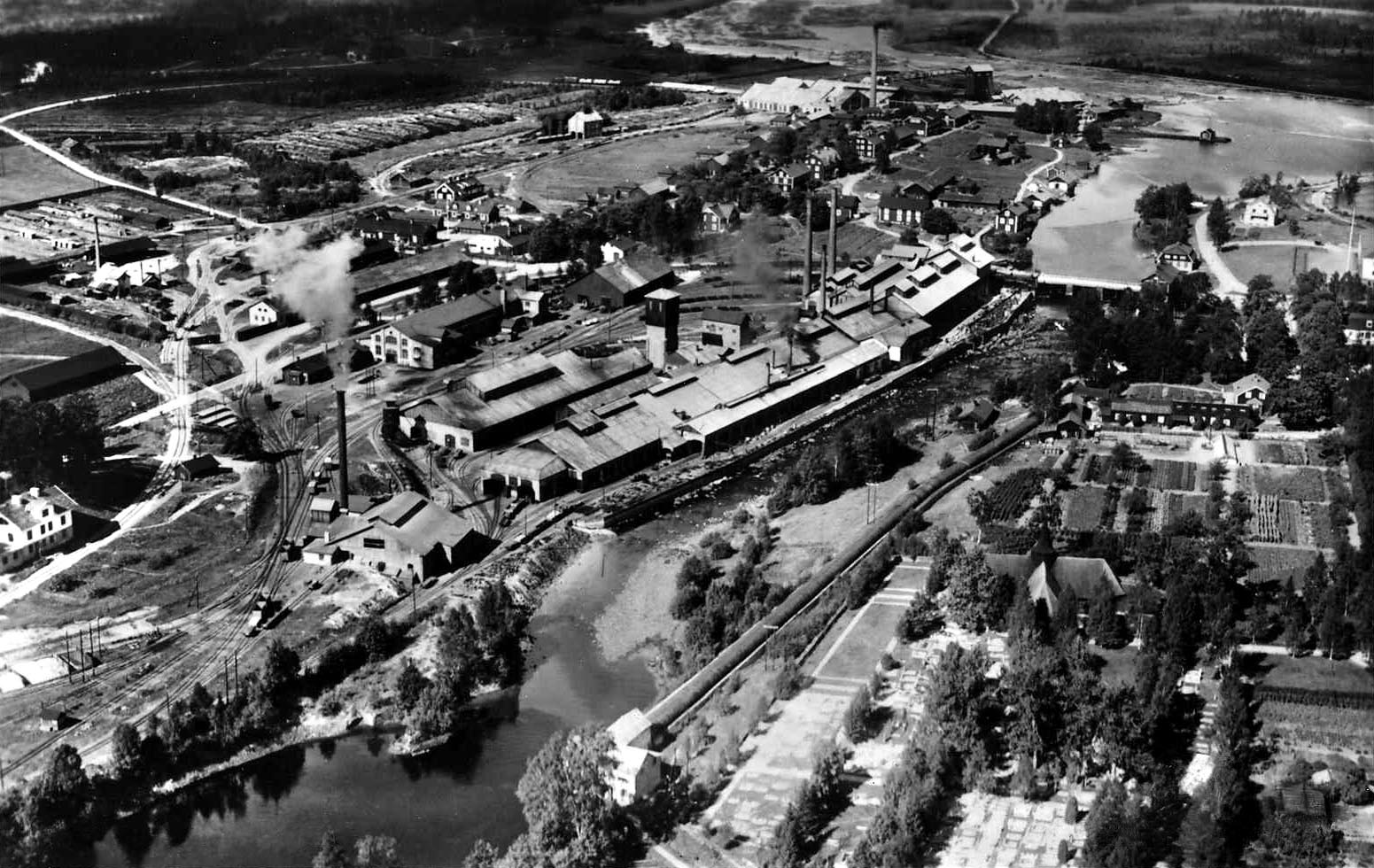
Hällefors bruk i mitten av 1930-talet.

Hellefors Bruks AB var en tidigare stål- och skogsindustrikoncern hemmahörande i Hällefors. Verksamheten hade sitt ursprung i ett silververk etablerat 1639.  Under 1700-talet gick man alltmer över till järnhantering, vilken snart kom att bli omfattande. 1864 ombildades bruksrörelsen till aktiebolag under namnet Hellefors Bruks AB. Verksamheten kom även att omfatta skogsbruk. 1915 förvärvades Hellefors Bruk av skogsindustrikoncernen Wargöns AB (grundad 1874), vilken 1925 namnändrades till Hellefors Bruks AB. 1958 förvärvades Hellefors Bruks AB av Billeruds AB. Järn- och stålrörelsen avyttrades samma år till SKF. 
Hellefors Bruk ägde ett flertal bruk, bland annat pappersmassafabriker och vattenkraftverk, men dess huvudsakliga verksamhet kom dock att vara lokaliserad till anläggningar i Hällefors (järn- och stålindustri, sågverksindustri), Bångbro (stålindustri) samt Fredriksberg (massaindustri). I början av 1950-talet sysselsatte koncernen omkring 3500 anställda.

## Historik

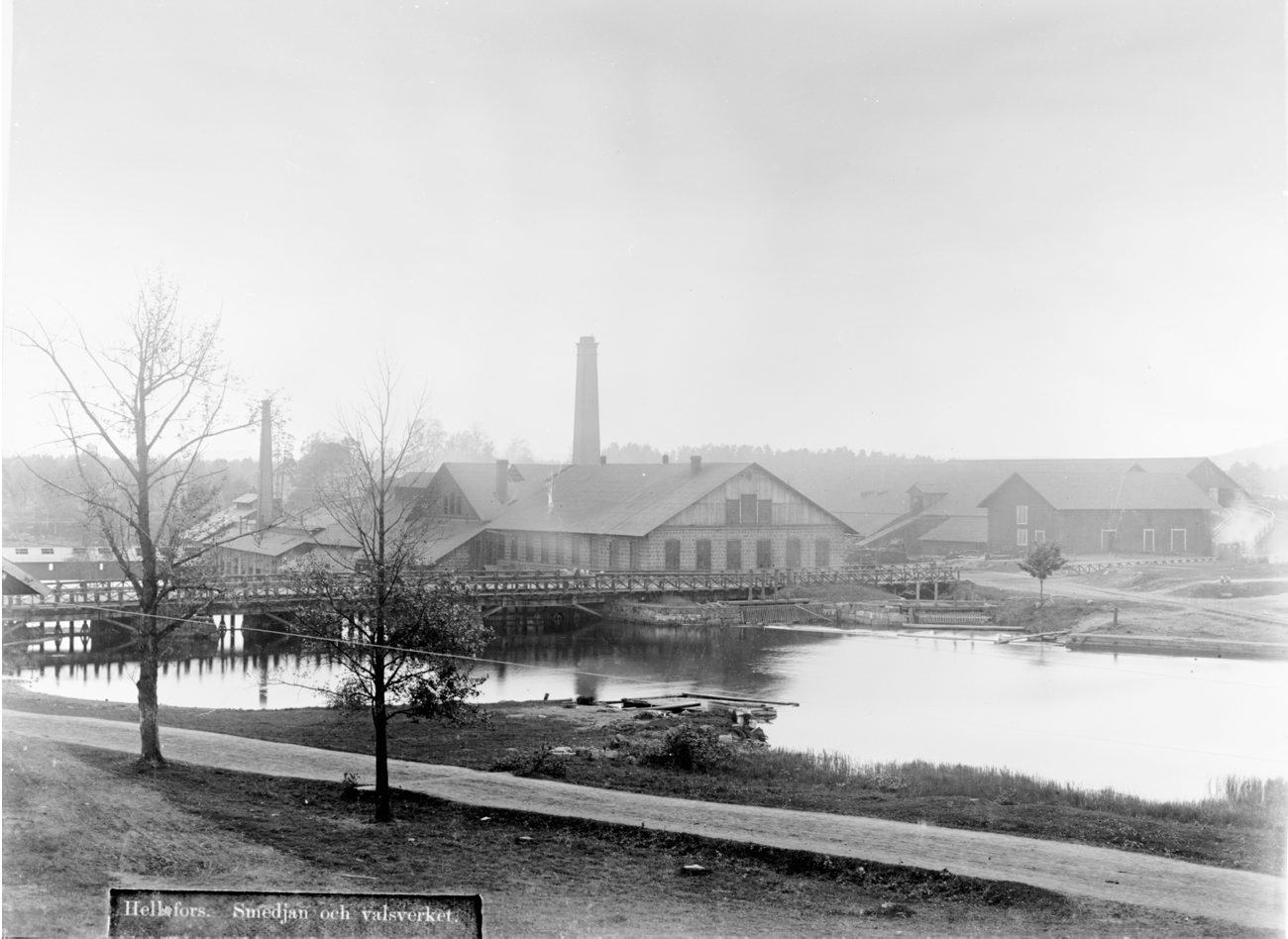
Smedjan och valsverket vid Hellefors Bruks AB omkring 1900.

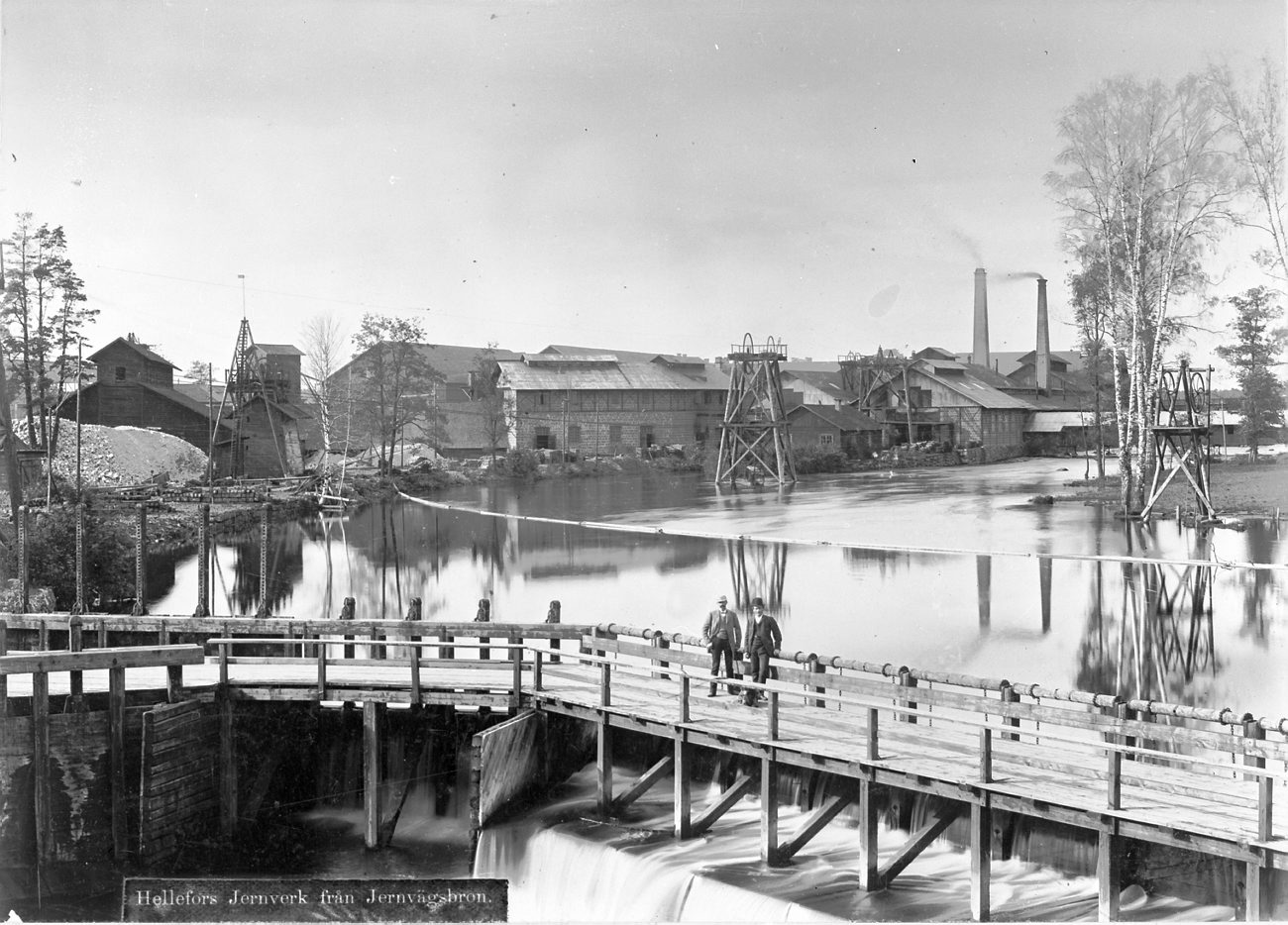
Järnverket, Hellefors Bruks AB, sett från järnvägsbron, 1906.

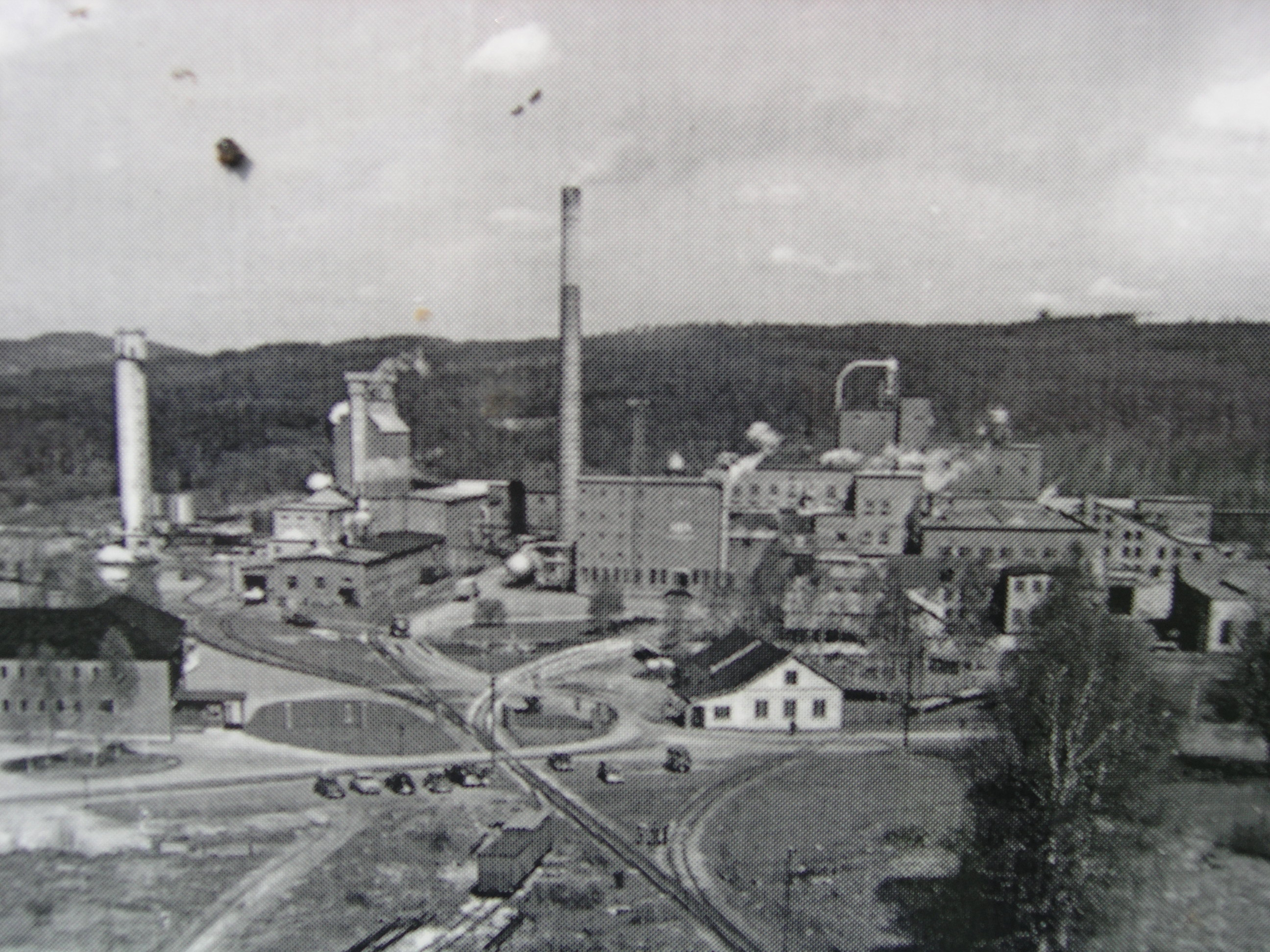
Fredriksbergs pappersbruk.

År 1639 anlades ett silververk i kronans regi vid Svartälven, norr om Hällefors, i anslutning till en silverfyndighet – Silvergruvan. Ett stort område, som då tillhörde kronan, anslogs till silververket, som dessutom erhöll andra förmåner. Till en början gick verksamheten bra, men under senare delen av 1600-talet hade vinsten övergått till förlust. År 1686 överlät därför Karl XI silververket till ett bolag, som 1731 efterträddes av ett annat. Ägarna till detta bolag, varav Detlof Heijkenskjöld d.ä. ägde 3/4, till erhöll 1749 rättighet att anlägga hyttor och hamrar. Bland dessa kan nämnas Karlsdal, Silkesdamm och Sävenfors. Den första hammaren vid Helleforsen byggdes 1784. Från år 1821 kom Hellefors Silfwer- och Jernverk att helt vara i familjen Heijkenskjölds ägo, när Detlof Heijkenskjöld d.y. köpte upp återstoden. Senare kom bruket i släkten von Essens ägo, vilka 1864 ombildade verksamheten till aktiebolag under namnet Hellefors Bruks AB. Verksamheten vid silververket var då sedan länge nedlagd. 
De bruk som tillhörde bolaget kom ett efter ett att läggas ned, och verksamheten koncentrerades allt mer till bruket i Hällefors. År 1853 ersattes det gamla tysksmidet vid bruken Hällefors and Karlsdal med den då nya lancashireprocessen. Under de följande årtiondena kom ett modernt järnverk att byggas upp i Hällefors. 1885 infördes martinprocessen vid järnverket, därmed upphörde tillverkningen av lancashirestål. Samma år nedlades även Karlsdals bruk. 
År 1915 blev Hellefors Bruk ett dotterbolag till Wargönkoncernen, som under de följande åren kom förvärva en rad bruksföretag av vilka flertalet med tiden kom att inordnas i Hellefors Bruks verksamhet; Sikfors bruk (1915), Gravendal (1916), Saxå bruk (1916), Laxå bruk (1917). Med Sikfors bruk följde en hytta i Sikfors samt Sirsjöbergs gruvor. Gravendals AB bestod bl.a. av Fredriksbergs pappersbruk. Saxå bruk lades ned samma år det köptes. Laxå Bruks AB hade främst järn- och stålverksamheten koncentrerad till Laxå och Röfors, men bolaget var även delägare i Bångbroverken. 
Efter omfattande finansiella problem ombildades Wargöns AB 1925 under namnet Hellefors Bruks AB. Staten hade nu ansvaret för koncernen. Under 1940-talen förflyttades ägandet till Skandinaviska Bankens investmentbolag AB Custos. Laxå bruk avyttades 1939. Sirsjöbergs gruvor nedlades 1949, hyttan i Sikfors 1953. Vid den tidpunkten bestod verksamheten av Hällefors bruk (järnverk med martinverk, elektrostålverk samt varmvalsverk, fabrik för stålmanufaktur, snickeri och lådfabrik), Bångbro järnverk (kallvalsverk), Fredriksbergs pappersbruk (sulfat- och sulfitmassafabriker samt tillverkning av kraftpapp) samt en stållinefabrik i Kristinehamn. Ståltillverkningen utgjordes av göt, billets och band, tråd, axelstål, silverstål, kallvalsat ur- och fjäderstål samt stållinor. Dessutom hade man ett 20-tal kraftstationer i sin ägo om tillsammans 20 000 kW. Till företaget hörde ca 115 000 hektar produktiv skogsmark.
År 1958 förvärvades Hellefors Bruks AB av Billerudkoncernen mot bakgrund av det stora skogsinnehavet (uppgick då till 113 000 hektar). Den omfattande järn- och stålindustrin avyttrades samma år till SKF. I denna koncern fanns stålverket i Hällefors fram till 2005, då det avyttrades till det då nybildade Ovako. Verksamheten vid Bångbro valsverk lades ned av dåvarande ägaren Uddeholm Strip Steel under 1987.